# 보스니아 헤르체고비나 태환 마르카
태환 마르카(보스니아어·크로아티아어: konvertibilna marka 콘베르티빌나 마르카, 세르비아어: конвертибилна марка 콘베르티빌나 마르카, 통화 기호: KM 또는 КМ; ISO 4217: BAM)는 보스니아 헤르체고비나의 통화이다. 마르카는 100 "페닝가"(feninga)로 나뉜다. 통화 마르크는 독일의 옛 통화 단위인 "마르크"(Mark)에서 유래했으며 지역에 따라 pfeniga로 쓰는 곳도 있다.

## 역사
보스니아 헤르체고비나 태환 마르카는 1995년 데이턴 협정에 따라 생겨난 화폐이며 보스니아 헤르체고비나 디나르, 크로아티아 쿠나를 대체하게 됐다. 2002년 독일의 통화 단위가 마르크에서 유로로 변경되면서 보스니아 헤르체고비나는 유로와의 고정환율제를 취하고 있다.

## 철자
영어의 경우 단복수형태에만 차이를 두지만 보스니아어, 크로아티아어, 세르비아어에서는 소복수형이라는 것이 있다. 통화에 적용할 경우 단수는 마르카(marka), 소복수형은 마르케(marke), 복수형은 마라카(maraka)이다. 페닝(fening)의 경우 소복수형과 복수형 모두 페닝가(feninga)이다.

## 주화
1998년 12월 9일 10, 20, 50 페닝가(feninga) 주화가 도입되었으며 1, 2 마르카 주화가 2000년 7월 31일에 새로 도입됐다. 5 페닝가(feninga)와 5 마라카(maraka) 주화는 2006년 1월 5일 도입됐다. 5 페닝가, 1 마르카, 2 마르카, 5 마르카는 니켈합금이며 10, 20, 50 페닝가의 경우 구리를 사용했다.

## 지폐
1998년, 지폐는 50 페닝가(feninga), 1 마르카(marka), 5, 10, 20, 50, 100 마라카(maraka)의 종류로 도입되었다. 200 마라카 지폐는 2002년에 추가되었고, 50 페닝가 지폐는 2003년 3월 31일부터 유통에서 사라졌다.

## 같이 보기
- 보스니아 헤르체고비나의 경제